# Jacques de La Grange-Gourdon
Jacques de La Grange-Gourdon, comte de Floirac, né le 26 décembre 1755 à Lavercantière et décédé le 22 janvier 1842 à Paris, est un homme politique et haut fonctionnaire français de la Restauration.

## Biographie
Jacques Étienne de La Grange-Gourdon est né le 26 décembre 1755 à Lavercantière. Il est le fils de Jean-Jacques de La Grange-Gourdon, comte de Floirac et de Marie-Jacquette de Séguy. Il est l'aîné d'une fratrie de quatre enfants, il a deux sœurs et un frère : Madeleine, qui épouse en 1770 Jean-Balthazar de Saint-Exupéry, comte de Rouffignac ; Françoise, qui épouse en 1771 Jean de Bony, marquis de Lavergne ; et Marc, qui épouse en 1774 Claude de Lastic-Lescure.
En 1771, il devient page de Monsieur, avant d'embrasser la carrière militaire. Dès mai 1774 il est nommé sous-lieutenant en pied dans le régiment des dragons de Monsieur. Il devient capitaine en juillet 1779. En 1790, il lutte avec ce régiment contre la garnison révoltée de Nancy. En juin 1791, il commande un détachement destiné à favoriser la fuite de Louis XVI à Montmédy. Arrêté à Varennes pour ce fait, il est conduit à la prison de Verdun et de là à Paris, où il reste détenu quatre mois. Il parvient ensuite à rejoindre les émigrés à Coblence et fait la campagne de 1792 comme aide-major général de l'armée des émigrés.
Il est nommé officier dans le régiment d'Hervilly en 1794. Alors qu'il s'embarque à Cuxhaven pour participer à l'expédition de Quiberon, son navire est pris par un corsaire de Dunkerque. Conduit dans cette ville en mars 1795, il passe seize mois en prison. Il est transféré à Périgueux pour être fusillé, mais il parvient à s'échapper. Continuellement recherché par la police, il se livre en mars 1804, afin de mettre un terme à la détention de son gendre, arrêté à sa place. Il est alors de nouveau emprisonné durant cinq mois.
Avec le retour des Bourbon, il est nommé préfet du Morbihan le 26 juillet 1814 et devient maréchal de camp le 23 août. Il passe à la préfecture de l'Hérault le 8 février 1816.
Le 20 septembre 1817, il est élu député par le collège de l'Hérault. Il siège avec les ultras et ne manque jamais une occasion de défendre l'intégrité des traitements des préfets et autres fonctionnaires. Lors de la discussion sur la loi du recrutement, il déclare que le terme d'armée nationale rappelait trop la Révolution : « nous ne connaissons qu'une armée royale ; ce sont les compagnons d'armes de l'infortuné duc d'Enghien, les Vendéens, les habitants du Midi, les bons Français ».
Le 9 janvier 1822, il est nommé préfet de l'Aisne. Il obtient son dernier poste de préfet le 8 janvier 1823, dans le Doubs. Le 25 novembre 1828, Charles X le nomme conseiller d'État. Les Trois Glorieuses le font rentrer dans la vie privée. Il meurt le 23 janvier 1842 à Paris, à l'âge de 86 ans.

### Source
- « Jacques, Étienne de La Grange-Gourdon », sur Base de données historique des anciens députés, 2015 (consulté le 16 avril 2015).

### Articles liés
- Armée des émigrés
- Liste des préfets de l'Aisne
- Liste des préfets du Doubs
- Liste des préfets de l'Hérault
- Liste des préfets du Morbihan
- Conseil d'État